# Rechelkopf
Der Rechelkopf ist ein 1330 m ü. NHN hoher Berg in den Bayerischen Voralpen, der zur Gemeinde Gaißach im Isarwinkel gehört. Er bildet zusammen mit dem nördlich gelegenen Sulzkopf und dem östlich gelegenen Mitterberg einen ca. 2 km langen Gebirgsrücken. Er gehört zur Flyschzone im Übergangsbereich der Alpen zum nördlichen Alpenvorland und ist daher aus geologischer Sicht kein Teil der Alpen.
Im Deutschen Alpenverein ist dieser Berg der Sektion Waakirchen zugeordnet. An dessen Nordhang befindet sich die Vereinshütte dieser Sektion, die Sigriz-Alm.
Bei ausreichender Schneelage findet jährlich zur Faschingszeit an dessen Westhang (Gerstland) das populäre Schnablerrennen statt.
Zwischen dem Rechelkopf und dem Blomberg befand sich während der Würmeiszeit das Alpentor des Isartalgletschers. Hier zog der Isartalgletscher in einer Höhe von etwa 1000 m ü. NN durch.
Der Aufstieg von Gaißach, entweder vom Ortsteil Lehen her oder von Grundern aus, erfolgt über den Sonntratensteig, der über die südlich vorgelagerte Anhöhe Sonntraten (1096 m, auch Sunndrahten (jeweils feminin plural) genannt, mit kleiner privater Gipfelhütte) zum Gipfel des Rechelkopfs führt. Zwischen Gaißach-Lehen (680 m) und dem Gipfel legt man einen Höhenunterschied von rund 650 m zurück. Der Anstieg gilt als leichte Wanderung und ist daher auch für Kinder geeignet. Für den Aufstieg benötigt man, je nach Kondition, etwa zwei Stunden. Der Sonntraten ist eine Rast wert, dient dieser doch als schöner „Aussichtsbalkon“, von dem sich der Isarwinkel, die Benediktenwand und besonders das geschützte Naturdenkmal, die Heckenlandschaft, genannt Traten, überblicken lassen. Auf etwa 1123 m befindet sich die kleine Schweigeralm-Kapelle, die zu einer Rast einlädt.
Insgesamt ist die Route, die komplett bewaldet ist, nicht überlaufen, ruhig und abwechslungsreich. Der Rechelkopf ist auch im Vorfrühling und Spätherbst beliebt, wenn höhere umliegende Berge noch oder schon wieder verschneit sind. Von Osten her lässt sich der Berg ab Waakirchen oder ab Marienstein über die Sigrizalm erklimmen.

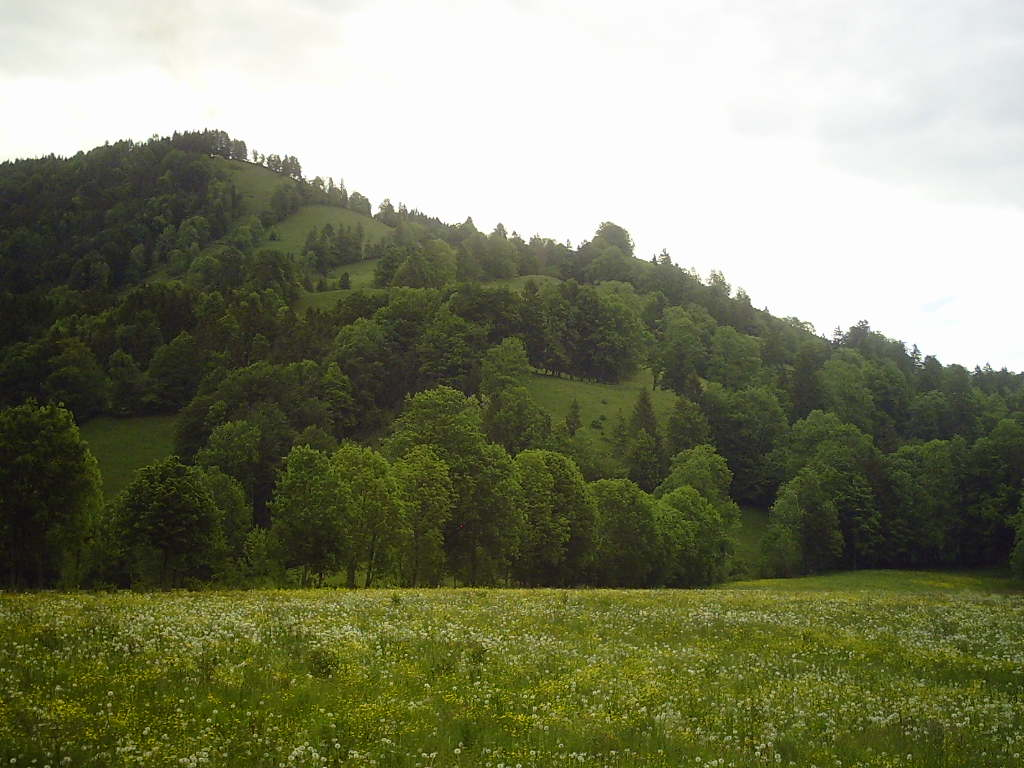
Sonntraten oder Sunndraht an der Südseite des Berges
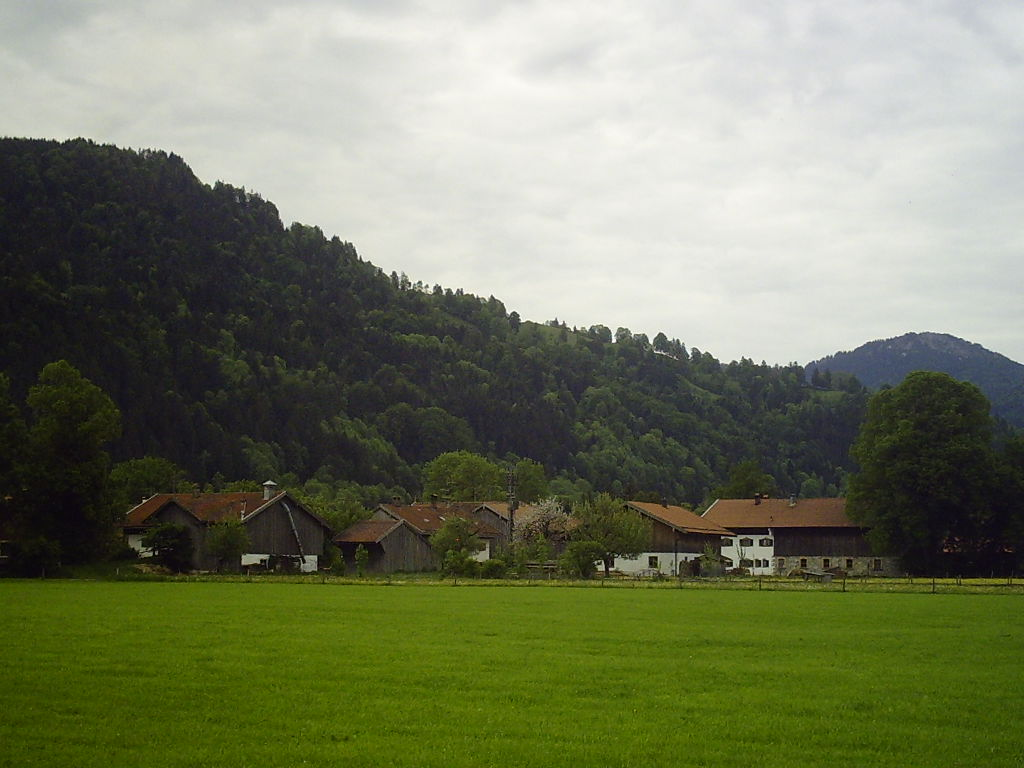
Bauernhäuser am Fuße des Rechelkopfs
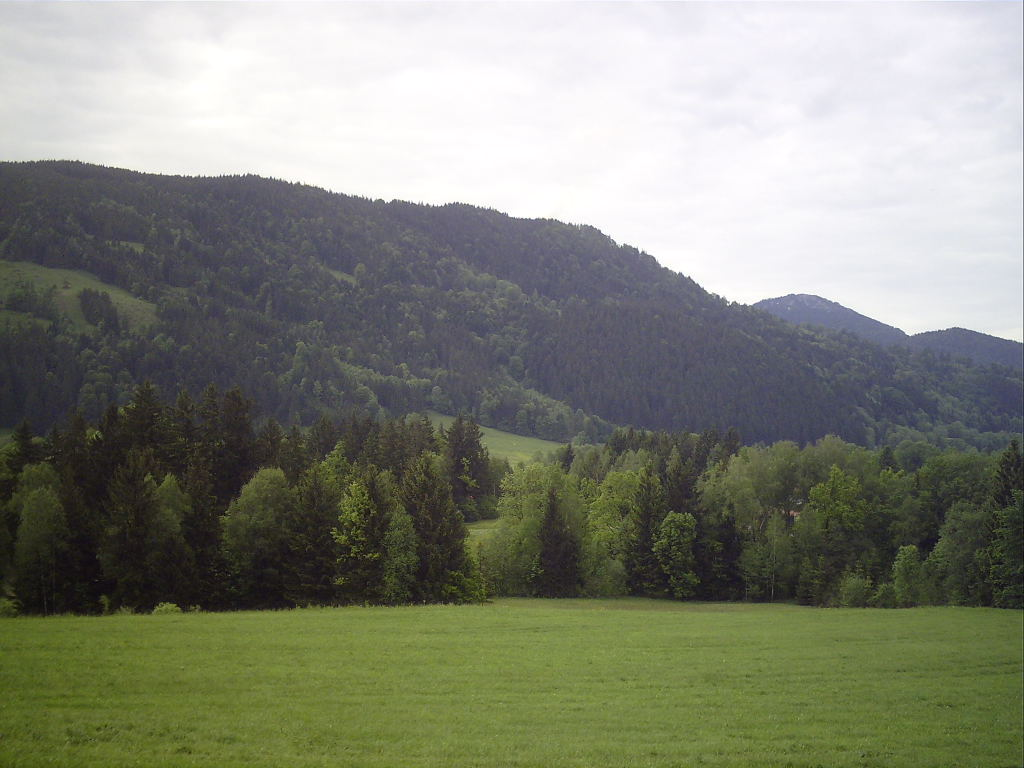
Südwestseite
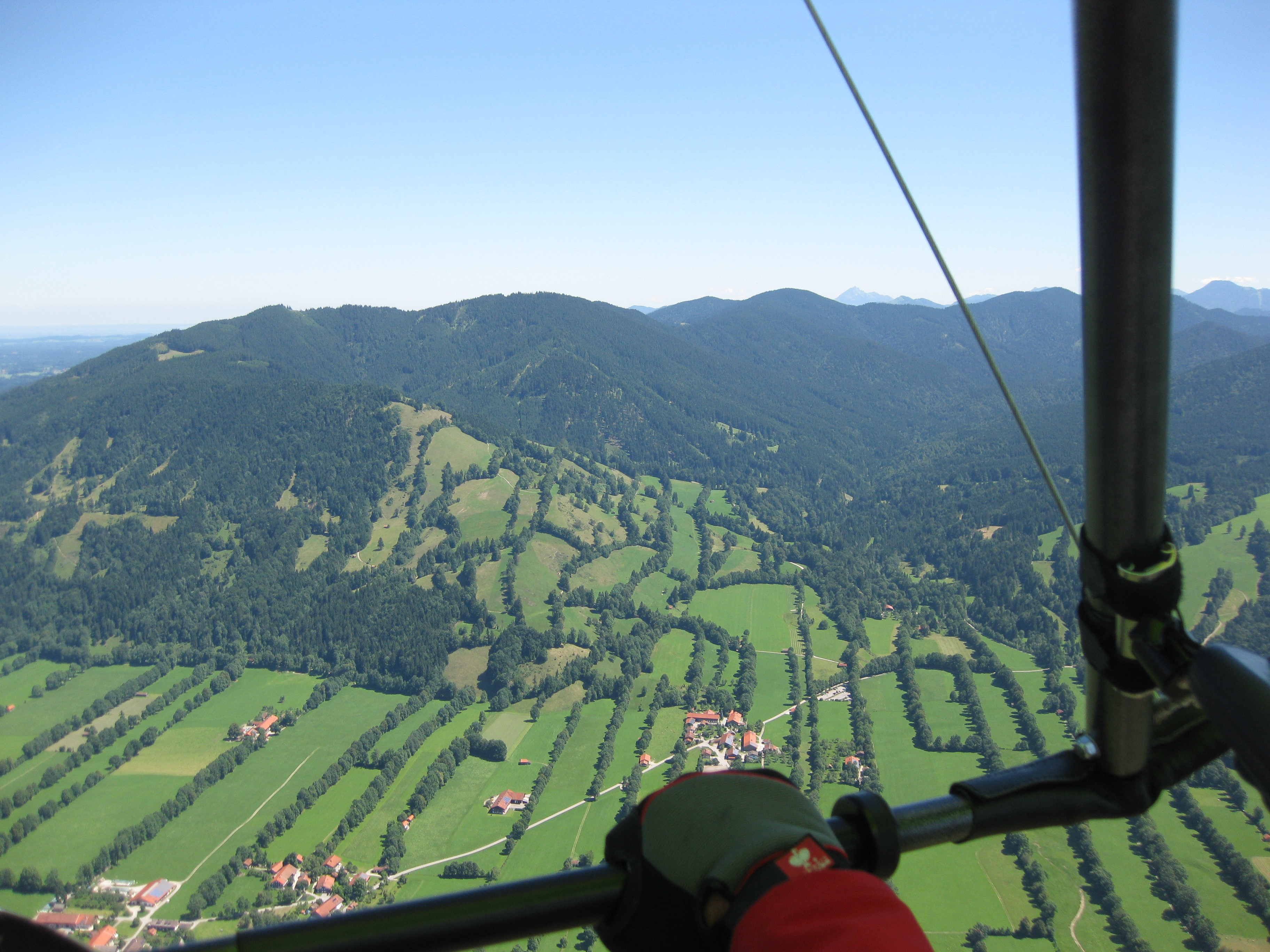
Sonntratn und Rechelkopf (Bildmitte/links)